# Irreplaceable
Irreplaceable ist ein Lied der US-amerikanischen R&B-Sängerin Beyoncé Knowles. Es wurde am 23. Oktober 2006 als zweite Single aus ihrem Album B’Day veröffentlicht. Das Stück ist ein Pop-R&B-Song mit Einflüssen aus der Country-Musik.
Irreplaceable wurde von Kritikern generell positiv aufgenommen; das Stück erhielt mehrere Auszeichnungen. Im Musikvideo, das ebenfalls verschiedene Auszeichnungen bekam, ist erstmals Beyoncé Knowles Tour-Band Suga Mama zu sehen.

## Hintergrund und Inspiration
Irreplaceable war zunächst nicht für Beyoncé Knowles gedacht, sondern für Chrisette Michele.
Das norwegische Produzententeam Stargate und der US-amerikanische R&B-Sänger Ne-Yo schrieben das Lied im Stile eines Country-Songs. Der Text, der von einer in die Brüche gegangenen Beziehung erzählte, war zunächst von Ne-Yo aus einer männlichen Perspektive verfasst worden, wurde dann aber so umgeschrieben, dass es von beiden Geschlechtern gesungen werden konnte. Das Lied war zunächst für Country-Interpreten wie Shania Twain, Carrie Underwood und Faith Hill gedacht. Als Ne-Yo das Lied auf einer Gitarre spielte, dachte er zunächst, dass es für diese Interpreten passen würde. Aber als das Schlagzeug zur Musik hinzugefügt wurde, kam es zu einem stärkeren R&B-Einfluss und Ne-Yo entschied sich, ein R&B-Pop-Country-Western-Lied zu produzieren.
Im Studio versuchten sie zunächst den Song von einem männlichen Interpreten singen zu lassen, aber es wurde schnell klar, dass eine männliche Stimme nicht zu so einem Lied passt. Währenddessen arbeitete Knowles schon an ihrem Album B’Day, nachdem sie im Film Dreamgirls die Hauptrolle gespielt hatte. Nach einiger Zeit wurde ihr ein Demo von Irreplaceable vorgestellt, von dem sie begeistert war, also fragte Knowles, ob sie den Gesang zum Lied beisteuern könne.
Später ärgerte sich Ne-Yo, dass Beyoncé den Song als ihren ausgab, obwohl der gesamte Text von ihm stammte. Beyoncé hatte lediglich die Harmonien verändert und das Arrangement des Gesangs. Die beiden konnten jedoch ihre Differenzen beilegen, zumal diese auf Missverständnissen beruhten.
Zunächst waren die Produzenten nicht überzeugt, da das Lied nicht auf das B’Day-Album zu passen schien, das bis zu diesem Zeitpunkt ein hartes Clubalbum war. Doch Swizz Beats war überzeugt, dass der Song die richtige Wahl war. Beyoncé ließ einiges am Song ändern. So ließ sie weitere Drums hinzufügen, den Gesang umarrangieren und sang etwas höher als auf dem Demo. Espen Lind und Amund Bjørklund, das Produzententeam Espionage, schrieben die Akkorde und den Gitarren-Part.
Toningenieur bei den Aufnahmen in den Sony Music Studios in New York City war Jim Crauana, den Mix übernahm Jason Goldstein. Goldstein benutzte einen Equalizer für das Schlagzeug. Die Akustikgitarre wurde mit einem analogen Flanger über einen TC 1210 aufgenommen. Die Aufnahme gestaltete sich nach seiner Ansicht sehr einfach, da es sich praktisch um einen Old-School-Titel handelte, der auch auf jedem Rock- oder Pop-Album zu voller Geltung kommen könnte. Er variierte etwas beim Gesang, verwendete ein Achtel Echo, um eine kleine Verzögerung zu erzeugen und die Stimme so breiter klingen zu lassen. Mit dem Ergebnis waren schließlich alle zufrieden, aber man befürchtete, dass das Lied zu poppig für Beyoncés Hörerschaft war und daher nicht auf Urban-Stationen gespielt werden würde. Damit hätten sie nicht falscher liegen können.

## Musikalisches und Inhalt
Irreplaceable ist ein Pop-Lied mit R&B- und Country-Einflüssen, geschrieben in B-Dur, Das Tempo beträgt 88 bpm. Knowles Stimmumfang umfasst zwei und eine halbe Oktave, von B♭2 zu E♭5.
Irreplaceable nutzt eine Akustische Gitarre, welche die B♭5-F5-Cm7-E♭6/9 Akkordfolge spielt. Hermansen und Eriksen kombinierten die klassische Progression auf eine akustische Gitarre, auf einen modernen 808-Drumbeat und auf Celli. Al Shipley vom Stylus Magazine erklärte, dass die Gitarrenmelodie ebenfalls auf Rihannas Single Hate That I Love You, ein Lied das auch von Stargate und Ne-Yo produziert wurde, enthalten war. Die Single With You von Chris Brown enthielt ebenso die gleiche Gitarrenmelodie, worauf Rob Sheffield vom Rolling Stone Magazin meinte, das Stargate versuchten mit ihrer Erfolgsformel doppelt abzusahnen.
Irreplaceable handelt von einer Frau, die mit ihrem Freund Schluss macht, weil sie ihn mit einer anderen Frau erwischt hat. Hermansen erklärte: „Es ist ein Lied, das jeder hören kann und zu dem jeder einen Bezug hat“.
Bill Lamb von About.com erklärte, dass das Thema von Irreplaceable einige Ähnlichkeiten zum Konzept von Terry McMillans Waiting to Exhale von 1995 hat.
Das Lied ist in einer Vers-vor-Chorus-Chorus-Form. Es beginnt mit der Gitarre, Knowles singt das Hook-Intro “To the left, to the left”, wiederholt das drei Mal. In Takt sieben beginnt die erste Strophe, in der sie mit ihrem Freund über ihre Beziehung diskutiert und dann mit ihm Schluss macht. Dem Vor-Refrain und Refrain folgen die zweite Strophe, in der sie ihren Freund beim Fremdgehen entdeckt. Die zweite Strophe wird wiederholt und geht in die Bridge über. Es folgt erneut das Intro und der Refrain wird wiederholt und ausgefadet.

## Veröffentlichung und Live-Aufführungen

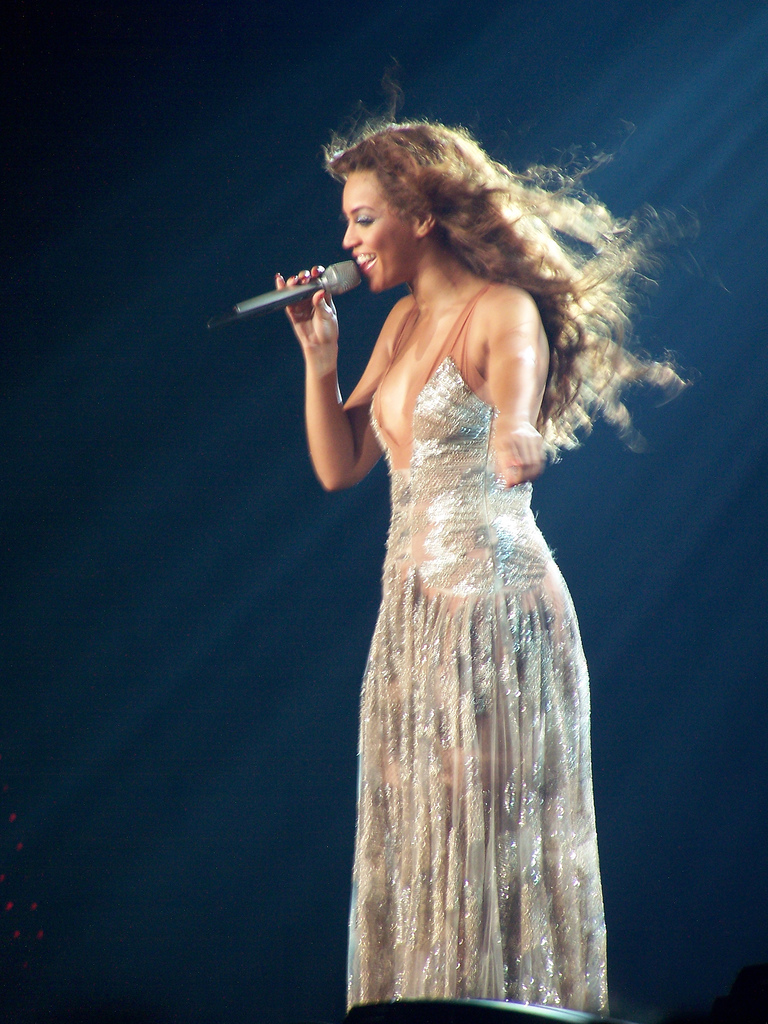
Beyoncé singt Irreplaceable auf ihrer The Beyoncé Experience -Tour

Gefolgt von B’Day's erster Single Déjà Vu und Ring the Alarm wurde Irreplaceable als dritte Single des Albums am 5. Dezember 2006 bei Knowles Plattenlabel Columbia Records veröffentlicht. Knowles nahm auch eine Spanische Version namens Irreemplazable auf, die auf der Deluxe Edition von B’Day enthalten ist und am 12. Juni 2007 veröffentlicht wurde. Eine Irreemplazable-EP wurde in den USA am 28. August und in Europa am 10. September 2007 veröffentlicht.
Seine Uraufführung hatte Irreplaceable bei den American Music Awards 2006, wo Knowles das Lied bei der Eröffnungsshow live sang. Die Amerikanische Country-Band Sugarland, die dafür bekannt ist, bei Live-Auftritten Knowles Lieder zu covern, führte bei den American Music Awards 2007 eine Country-Version von Irreplaceable live auf. Irreplaceable führte Knowles 2007 immer als letztes Lied der The-Beyoncé-Experience-Welttour live auf. Die Live-Aufführung im Staples Center, Los Angeles, ist auf der DVD The Beyoncé Experience Live! enthalten.

## Kritik
Irreplaceable wurde von den Kritikern größtenteils positiv aufgenommen, vor allem wegen der Gitarren-Melodie. Das meiste Lob aber bekam Stargate für seine einfache, pop-orientierte Produktion. Jody Rosen von Entertainment Weekly! bezeichnete das Lied als das bislang beste von Beyoncé Knowles. Sarah Rodman von The Boston Globe lobte die Hook. Bill Lamb listete Irreplaceable auf seiner Seite als stärkstes Lied des Albums. Auch Tim Finney von Pitchfork Media bezeichnete das Lied als eines der besten des Albums und lobte die Produktion.

## Kommerzieller Erfolg

### Chartplatzierungen
Während der Produktion von Irreplaceable, dachte Hermansen, dass das Lied nicht im Radio gespielt wird, wegen der akustischen Gitarre und weil es zu poporientiert ist. Irreplaceable war weltweit erfolgreich und wurde nach Crazy in Love die zweiterfolgreichste Single ihrer Karriere. Das Lied stand zehn Wochen an der Spitze der US-amerikanischen Billboard Hot 100, wurde in den USA mehrmals mit Multi-Platin ausgezeichnet und war die bestverkaufte Single 2007.
Nachdem die Single Ende 2006 Platz eins der Billboard Hot 100 eroberte, wurde es Knowles vierter Nummer-eins-Hit in den USA und ihr zweiter im Jahr 2006, nach dem sich Check on It, ein Duett mit den Rapper Slim Thug, fünf Wochen auf Platz 1 halten konnte. Irreplaceable stand zehn Wochen hintereinander auf der Spitzenposition und wurde erst von Nelly Furtados Single Say It Right abgelöst. Irreplaceable schlug Baby Boys Neun-Wochen-Rekord, aber nicht den elfwöchigen von Destiny’s Childs Single Independent Women Part I aus dem Jahr 2000. Das Lied blieb 30 Wochen in den US-Charts. Irreemplazable schaffte es nicht in die offiziellen Charts.
Irreplaceable erreichte Platz 4 im Vereinigten Königreich und die Top Ten in vielen europäischen Ländern. Der Song verbrachte 12 Wochen in den Top 20 und insgesamt 25 Wochen in den britischen Singlecharts. Das Lied ist Beyoncés dritterfolgreichste Single im Vereinigten Königreich.
| ChartsChartplatzierungen       | Höchstplatzierung | Wochen |
| ------------------------------ | ----------------- | ------ |
| Deutschland (GfK)              | 11 (21 Wo.)       | 21     |
| Österreich (Ö3)                | 11 (22 Wo.)       | 22     |
| Schweiz (IFPI)                 | 9 (29 Wo.)        | 29     |
| Vereinigte Staaten (Billboard) | 1 (30 Wo.)        | 30     |
| Vereinigtes Königreich (OCC)   | 4 (36 Wo.)        | 36     |

| ChartsJahrescharts (2006)    | Platzierung |
| ---------------------------- | ----------- |
| Schweiz (IFPI)               | 96          |
| Vereinigtes Königreich (OCC) | 29          |

| ChartsJahrescharts (2007)      | Platzierung |
| ------------------------------ | ----------- |
| Deutschland (GfK)              | 79          |
| Vereinigte Staaten (Billboard) | 1           |

| ChartsJahrescharts (2000–2009) | Platzierung |
| ------------------------------ | ----------- |
| Vereinigte Staaten (Billboard) | 25          |

### Auszeichnungen für Musikverkäufe
| Land/Region                  | Auszeichnungen für Musikverkäufe (Land/Region, Auszeichnung, Verkäufe) | Verkäufe   |
| ---------------------------- | ---------------------------------------------------------------------- | ---------- |
| Australien (ARIA)            | 7× Platin                                                              | 490.000    |
| Brasilien (PMB)              | 3× Platin                                                              | 180.000    |
| Dänemark (IFPI)              | Platin                                                                 | 90.000     |
| Deutschland (BVMI)           | Gold                                                                   | 150.000    |
| Kanada (MC)                  | 3× Platin · + Platin (Ringtone)                                        | 280.000    |
| Neuseeland (RMNZ)            | 3× Platin                                                              | 90.000     |
| Vereinigte Staaten (RIAA)    | 8× Platin · + 3× Platin (Mastertone)                                   | 11.000.000 |
| Vereinigtes Königreich (BPI) | 2× Platin                                                              | 1.600.000  |
| Insgesamt                    | 1× Gold · 31× Platin ·                                                 | 13.880.000 |

Hauptartikel: Beyoncé/Auszeichnungen für Musikverkäufe

## Musikvideo
Die Regie des Musikvideos übernahm Anthony Mandler, der bei Get Me Bodied Co-Regie geführt hatte. Das Video stellte zum ersten Mal Knowles Tour-Band Suga Mama vor, die später auch einen Auftritt im Musikvideo zu Green Light hatte. Knowles Ex-Freund im Videowird vom Model Bobby Roache gespielt, der im Musikvideo zu Ring the Alarm ebenfalls auftrat.
Das Video zeigt eine Trennung zwischen Knowles und Roache, der zu Beginn von Knowles vor die Tür gesetzt wird. Er packt seine Sachen, während sich Knowles alles zurückholt, was sie ihm einmal gekauft hat. Roache muss den Jaguar XK zurücklassen und fährt mit einem Taxi weg. Am Ende des Videos begrüßt Knowles ihren neuen Freund.
Das Video wurde bei den MTV Video Music Awards 2007 als Video des Jahres nominiert, unterlag jedoch Rihannas Umbrella.
Das Musikvideo ist auf dem B’Day Anthology Video Album von 2007 enthalten, mit dem Video zum Lied Irreemplazable wird es fortgesetzt.
Eine Szene, in der Knowles vor einer Glasscheibe tanzt, wurde von den James-Bond-Filmen inspiriert ist. Late in January 2008, „Irreemplazable“ premiered on the MiTRL, a video countdown show on the bilingual channel MTV Tr3s.